# 库布朗 (上马恩省)
库布朗（法語：Coublanc，法語發音：[kublɑ̃]）是法国上马恩省的一个市镇，属于朗格勒区。

## 地理
库布朗（47°41'30"N, 5°27'34"E）面积19.19 平方千米，位于法国大東部大區上马恩省，该省份为法国东北部内陆省份，北起马恩省和默兹省，西接奥布省，西南接科多尔省，东南接上索恩省，东临孚日省。
与库布朗接壤的市镇（或旧市镇、城区）包括：格勒南、马村、里维耶尔勒布瓦、尚普利特、尚瑟夫赖讷、舒瓦耶-达尔德奈、多马里安。

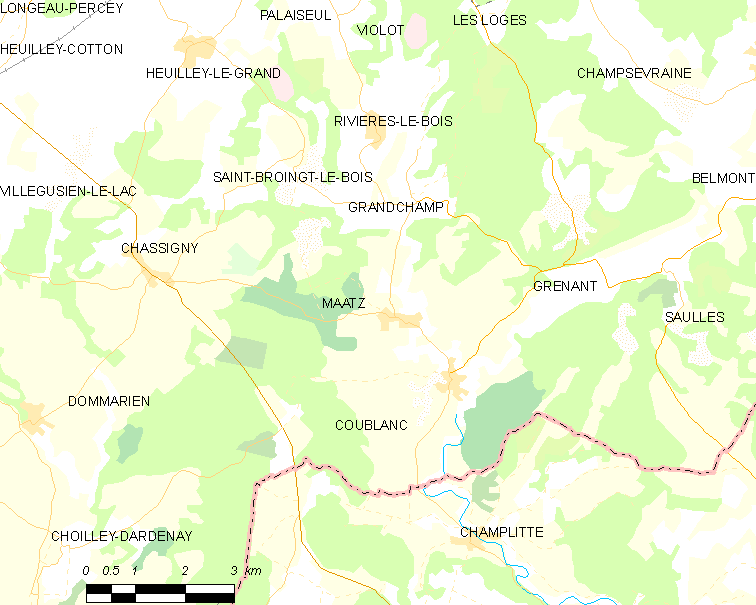
的OSM定位图

库布朗的时区为UTC+01:00、UTC+02:00（夏令时）。

## 行政
库布朗的邮政编码为52500，INSEE市镇编码为52145。

## 政治
库布朗所属的省级选区为维勒居西安勒拉克县。

## 人口

1962-2008年间人口变化图示

库布朗于2022年1月1日时的人口数量为119人。